# تيس بروسارد
تيس بروسارد (بالإنجليزية: Tess Broussard)‏ هي عارضة وممثلة أمريكية، ولدت في 2 يونيو 1972 في دالاس في الولايات المتحدة.

## وصلات خارجية
- تيس بروسارد على موقع IMDb (الإنجليزية)
- تيس بروسارد على موقع قاعدة بيانات الفيلم (الإنجليزية)